# Kalanchoe longifolia
Kalanchoe longifolia és una espècie de planta suculenta del gènere Kalanchoe, de la família de les Crassulaceae.

## Descripció
És una planta perenne, de 20 a 60 cm d'alçada.
Les tiges són simples o ramificades, erectes, d'1,5 cm de diàmetre a la base; de joves de color verd i finament pubescents, de velles vermelloses i glabres.
Les fulles són peciolades, verdes, carnoses, simples o de vegades trifoliades, pecíol de 2,5 a 7 cm, acanalat a la part superior, amplexicaule a la base, amb fins pèls glandulars; làmina glabra al revers, i a l'anvers amb fins pèls glandulars convertint-se en glabra, de 7,5 a 14 cm de llarg i de 3,5 a 6 cm d'ample, làmina de fulles simples o folíols inferiors ovat-lanceolats, folíols superiors lanceolats a lineals-lanceolats, punta obtusa, base cuneada a arrodonida, marges engrossits, denticulada a serrada.
Les inflorescències amb forma no registrada, de 15 cm, coberta d'indument llarg i escàs, pedicels poc glandulars, d'uns 5 mm.
Les flors són erectes, poc cobertes de pèls glandulars curts; calze de color verd, dividit gairebé fins a la base; sèpals lineal-lanceolats, subaguts, d'uns 8 mm de llarg i 2 mm d'ample; tub de corol·la cilíndric, parts superiors de 4 angles, de color verd a verd pàl·lid, d'uns 13 mm; pètals de color groc, oblong-oblanceolats, acuminats, d'uns 8 mm de llarg i 4 mm d'ample; estams inserits sobre la meitat del tub de la corol·la, lleugerament sobresortints; anteres verdes.

## Distribució
Planta endèmica de Tailàndia. Creix en roques calcàries, a 300 m d'altitud.

## Taxonomia
Kalanchoe longifolia va ser descrita per Elizabeth T. Geddes (E.T.Geddes) i publicada al Bulletin of Miscellaneous Information, Royal Gardens, Kew. 1929(4): 112. 1929.

### Etimologia
Kalanchoe: nom genèric que deriva de la paraula cantonesa "Kalan Chauhuy", 伽藍菜 que significa 'allò que cau i creix'.
longifolia: epítet llatí que significa 'de fulles llargues'.